# 長野市立芋井小学校
長野市立芋井小学校（ながのしりつ いもいしょうがっこう）は、長野県長野市桜にある公立小学校。

## 概要
長野市中心部西側の芋井地区にある学校であり、市の中心部から近接している中山間地に位置している。第二次世界大戦後に3ヶ所の分校が設置されたが、いずれも児童数の減少により、1校を休校・2校を廃校にして、2007年からは本校に統合された。2012年までは長野市立芋井中学校と併設し、小中一貫教育が行われていた。

### 校章・校歌

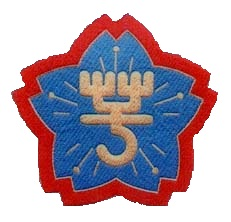
芋井小学校の校章

- 校章 - 1956年に制定され、神代桜の中に花の雄蕊を以て「小」を配したものに｢芋」を図案化したものである[2]。
- 校歌 - 作詞：土屋弼太郎、作曲：野口米次郎
  - 1928年制定。後に本校の他、長野市立芋井中学校校歌としても制定されていた[3]。

### リトアニア共和国との交流
- 1996年に、一校一国運動でインターネットなどを通じてリトアニアと交流を開始した。そのことが縁で1998年長野オリンピックリトアニア選手団と交流をした。1999年には芋井地区友好訪問団が当国を訪問した。[4][5]

## 沿革

### 本校

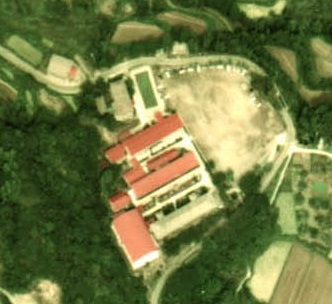
1975年度撮影の芋井小学校

- 1908年（明治41年） - 芋井東尋常小学校・芋井東尋常高等小学校・芋井西尋常小学校と統合し、芋井尋常高等小学校として開校する。[5]
- 1928年（昭和3年） - 校歌の制定[3]。
- 1941年（昭和16年）4月1日 - 国民学校令により、芋井国民学校と改称する[5]。
- 1947年（昭和22年）4月1日 - 学制改革により、芋井村立芋井小学校と改称し、同時に芋井村立芋井小学校第一分校・芋井村立芋井小学校第二分校・芋井村立芋井小学校第三分校を開校する[5]。
- 1954年（昭和29年）4月1日 - 芋井村の長野市への編入合併に伴い、長野市立芋井小学校および同第一分校・同第二分校・同第三分校に改称する。[5]
- 1956年（昭和31年） - 校章を制定する。[5]
- 1966年（昭和41年）3月31日 - 長野市立芋井小学校第三分校が廃校になり、統合される。[5]
- 1970年（昭和45年）3月31日 - 飯綱冬季分室が廃校になる。[5]
- 1976年（昭和51年）3月31日 - 長野市立芋井小学校第二分校が廃校になり、統合される。[5]
- 2007年（平成19年）
  - 3月31日 - 長野市立芋井小学校第一分校が休校になり、事実上統合される。[5]
  - 11月3日 - 創立・統合100周年記念祝典を開催し、式典・音楽会・コンサートの三部に分けて行われる。[6]

### 第一分校

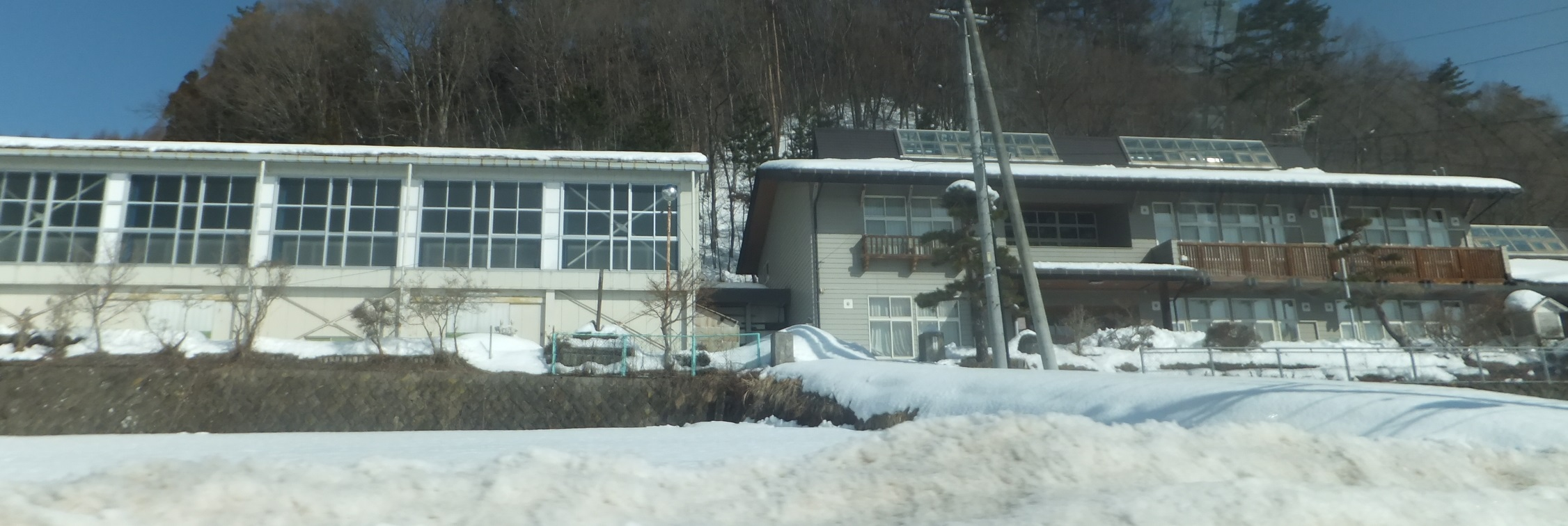
芋井小学校第一分校

- 1908年（明治41年）4月1日 - 開校する。[5]
- 2007年（平成19年）
  - 2月22日 - 閉校式を開催する。[7]
  - 3月31日 - 児童数の減少により、長野市立芋井小学校第一分校が休校、事実上統合される。[5][7]

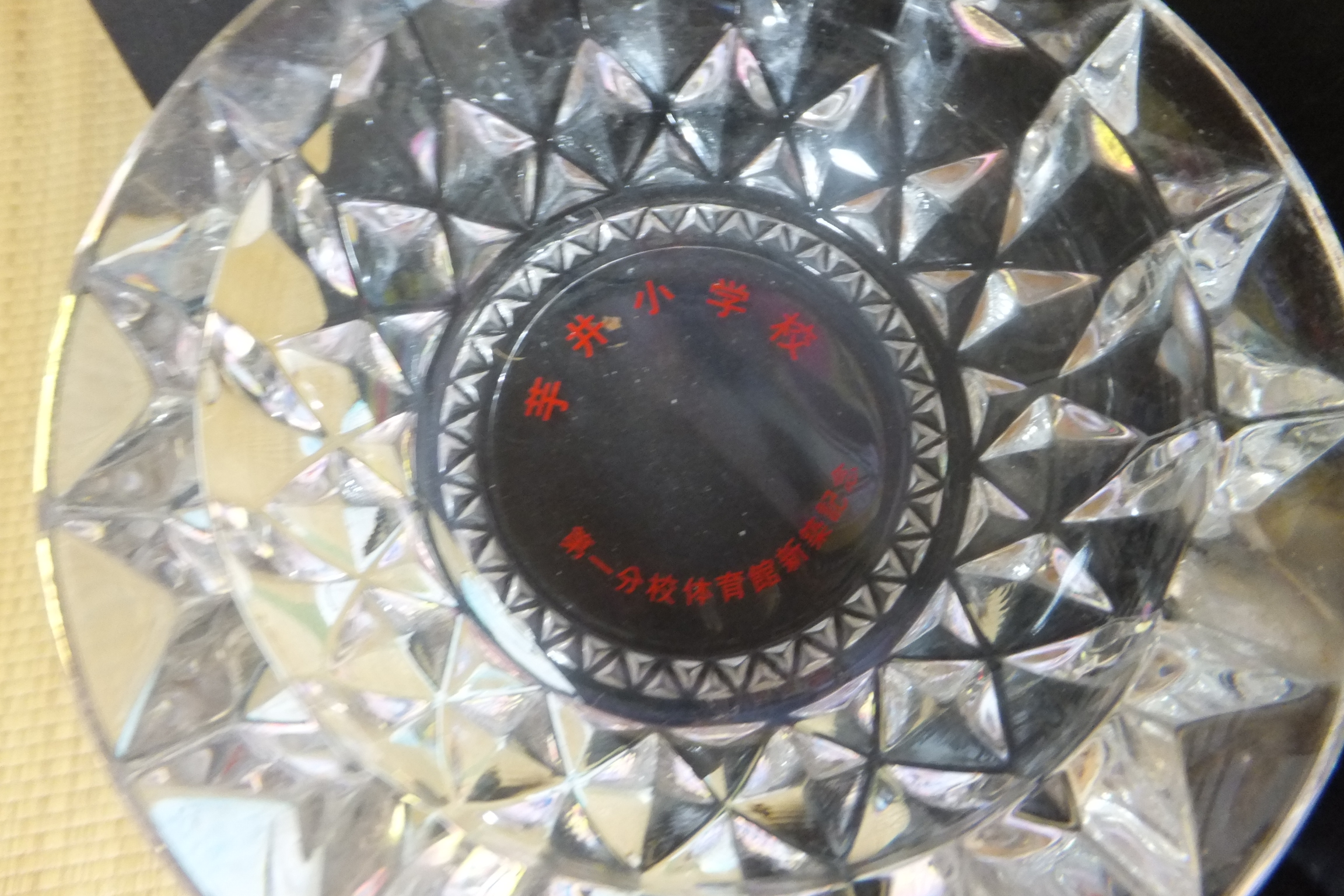
長野市立芋井小学校第一分校体育館新築記念で制作された灰皿

## 建物の概要

### 本校舎
- 1977年から現在の校舎である。[5]

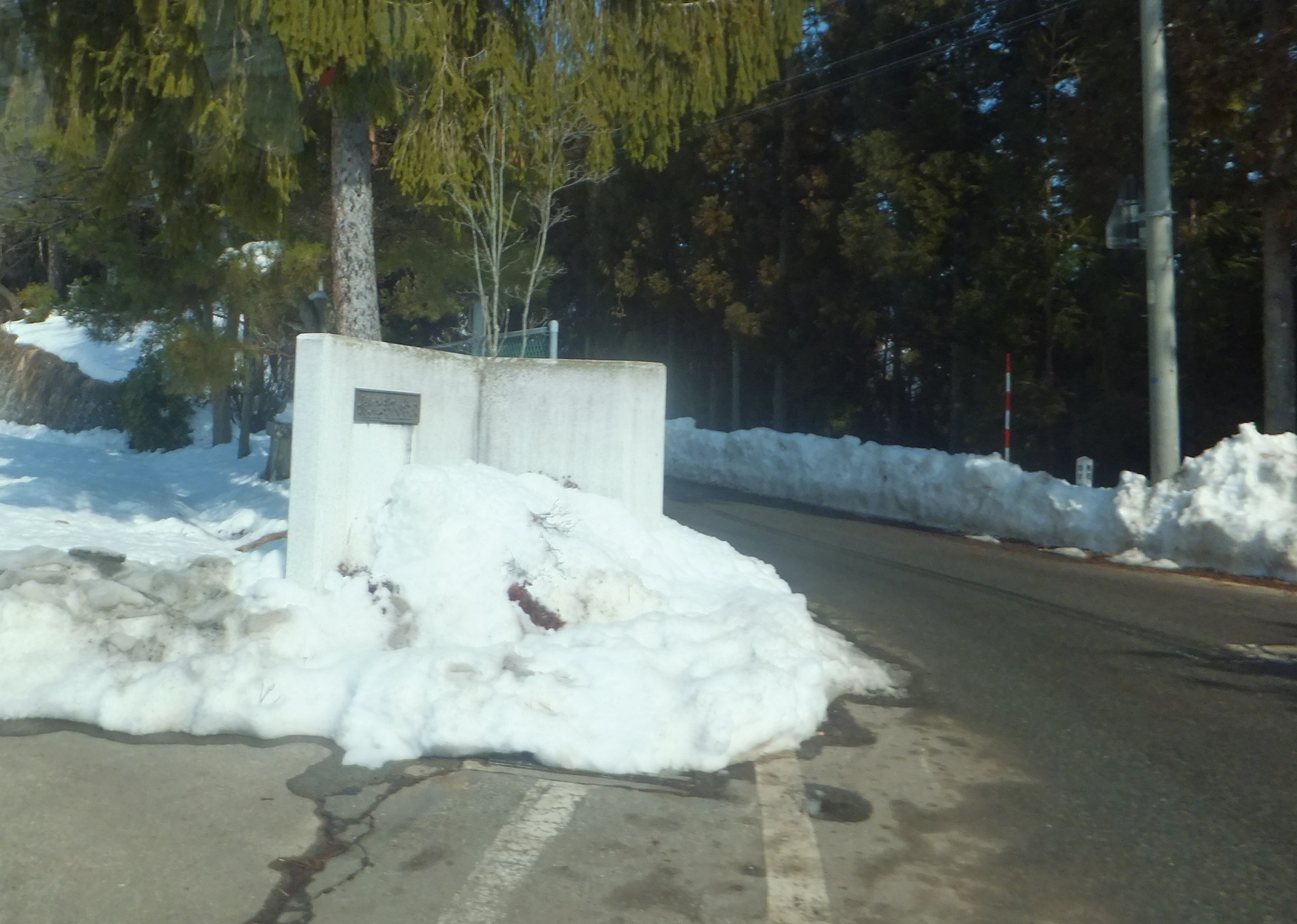
正門
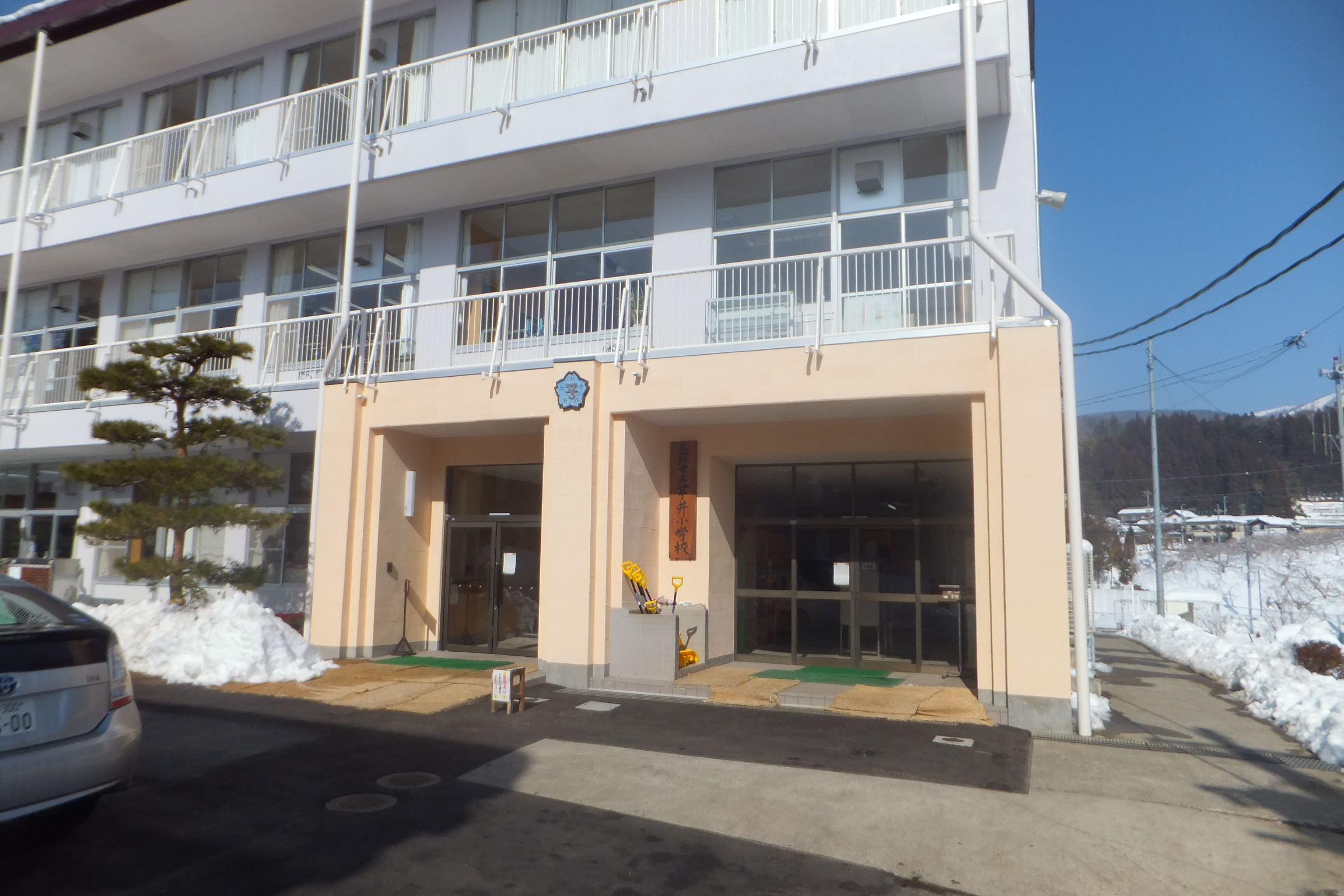
玄関
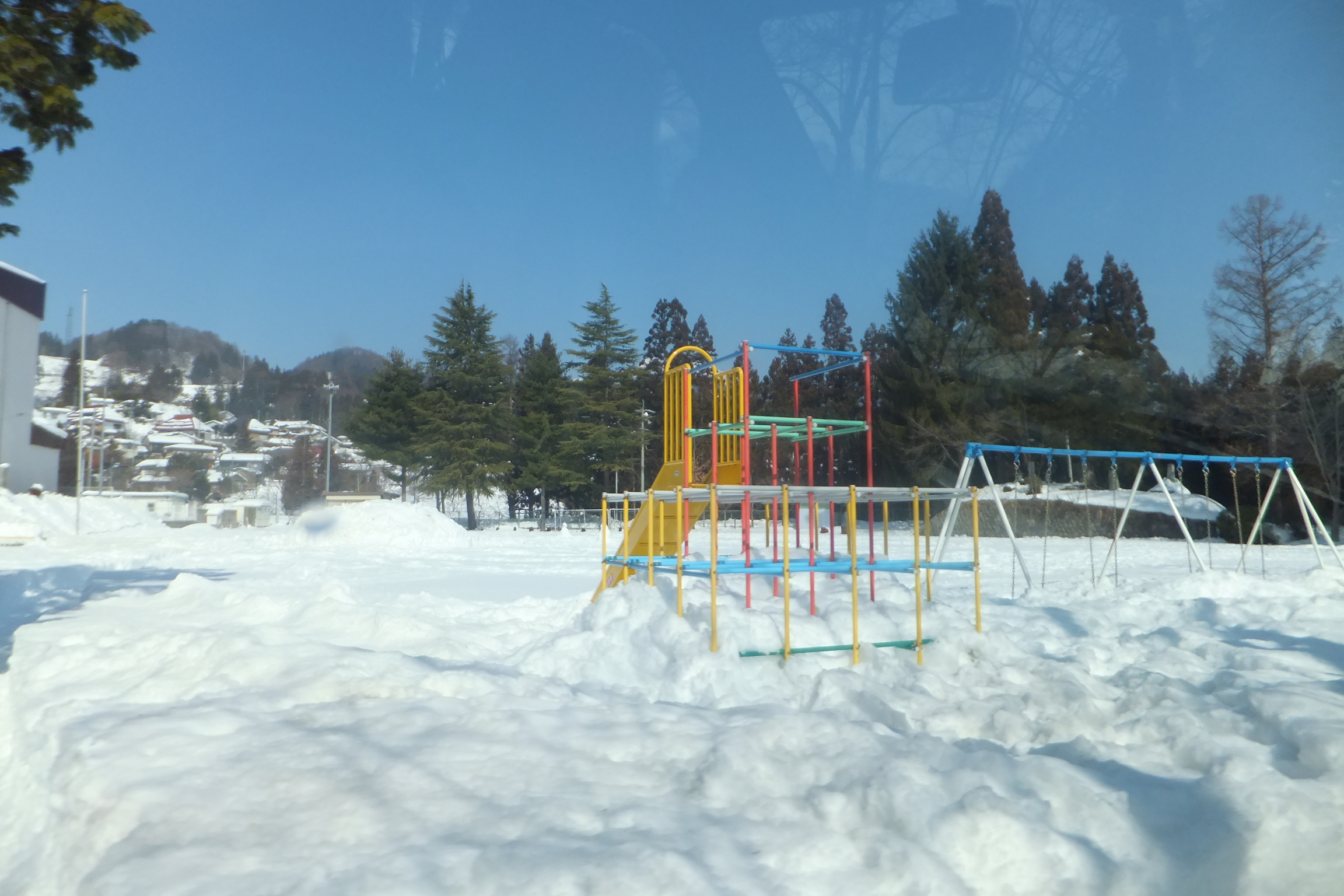
校庭

### 第一分校
木造2階建の校舎と体育館がある。また、プールやグラウンドも完備されている。

### 第ニ分校跡
芋井社会会館となった現在では、当時の建物は現存しないものの、プールやグラウンドの跡が残る。また、廃校時の石碑が設置されている。

## 学校行事
- 運動会
- 音楽会
- 宿泊体験学習 - 一晩全校児童で過ごし、休校中の第一分校で行う。（2009年より[5]）[8]
- わくわく祭
- 神代桜の集い
- ふるさと探検学習
- スキー教室 - 全校児童がスキー場で行う。[9]

## 校区
2021年現在。2007年4月1日より第一分校区が休校扱いとなり、全学年が本校区に通学している

### 本校区
- 上ケ屋（一部）、泉平、入山（一部地域は5・6年生のみ）、桜、鑪、富田、広瀬（一部）

### 第一分校区
- 広瀬（一部）、入山（一部地域・4年生まで）

## 進学先中学校
- 長野市立芋井中学校（開校 - 2012年3月31日）
- 長野市立西部中学校（2012年4月1日 - 現在）